# أتكاما
صحراء أتَكَامة أو (نقحرة: أتاكاما) هي صحراء في تشيلي بأمريكا الجنوبية تمتد على شكل شريط يبلغ طوله 966 كم ويوازي المحيط الهادي الذي يحصرها من الغرب بينما تحدها جبال الأنديز من الشرق، وهي هضبة مرتفعة تغطي مساحة 105000 كم مربع.
تتميز هذه الصحراء عن غيرها بالبرودة العالية حيث يمكن أن تصل درجة الحرارة فيها إلى الصفر المئوي، وتنعدم في هذه المنطقة الأمطار بشكل شبه تام لذا فهي المنطقة غير القطبية الأجف في العالم، حيث تمنع الجبال المرتفعة التي تحدها من الشرق والغرب وصول الأمطار إليها.
يمكن إيجاد المياه فيها عن طريق أحد المصادر التالية :
- البحيرات الملحية
- الضباب والندى
- الثلج
- تحت الأرض